# Dibamus montanus
Dibamus montanus là một loài thằn lằn trong họ Dibamidae. Loài này được Smith mô tả khoa học đầu tiên năm 1921.